# Astronomisches Institut der Akademie der Wissenschaften der Tschechischen Republik

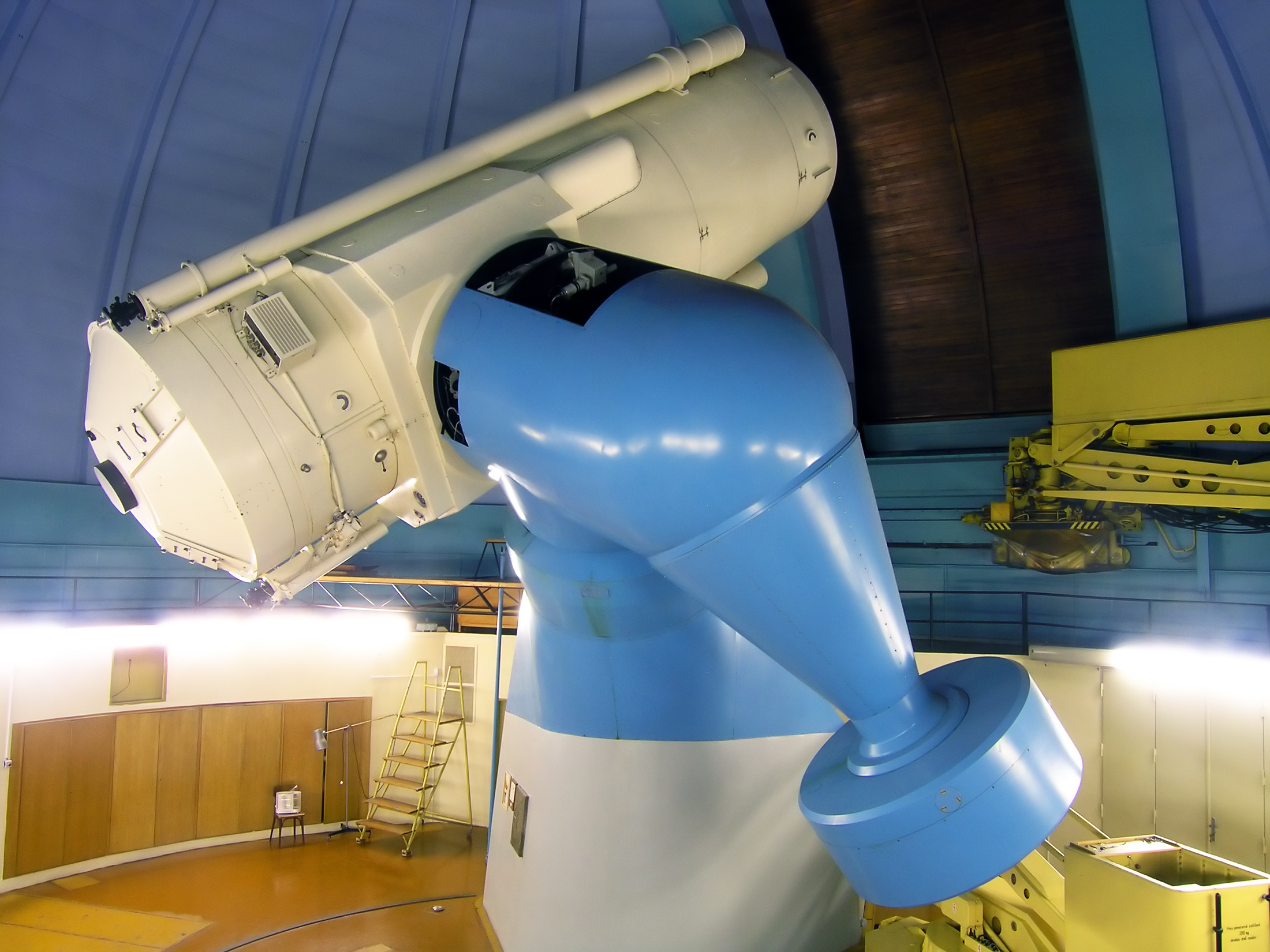
Das 2-m-Teleskop

Das astronomische Institut der Akademie der Wissenschaften der Tschechischen Republik wurde 1954 gegründet. Das Institut hat heute seinen Sitz in der Sternwarte Ondřejov, ungefähr 35 km südöstlich von Prag. Eine Arbeitsstelle des Instituts ist auch in Spořilov, im Gebäude des Geophysikalischen Instituts. Der Leiter des Instituts ist Petr Heinzel.

## Organisation
Das Institut unterhält mehrere Abteilungen, darunter die Abteilung für Sonnen- und Sternforschung, interplanetare Materie, Galaxien und Planetensysteme, Dynamik der Satellitenbewegungen, sowie ein Zentrum für Astrophysik. Die Arbeit des Instituts wird in folgenden Abteilungen wahrgenommen:

### Abteilung für Sonnenphysik
Diese Abteilung befasst sich hauptsächlich mit dem Phänomen der Sonneneruptionen. Sie beobachtet die Sonne und seine Aktivitäten (z. B. die Sonnenflecken) und prognostiziert dadurch die Sonnenaktivität. Für die Beobachtungen benutzt die Abteilung optische Teleskope und Radioteleskopen. Der Leiter der Abteilung ist František Fárník.

### Abteilung für interplanetaren Materie
Die Beobachtung von Meteoren, Kometen und Asteroiden sind die Hauptaktivitäten des Instituts. Die Abteilung leitet 10 Stationen für Beobachtungen von Boliden in der ganzen Republik. Die Meteore werden auch mit einem Radioteleskop beobachtet. Für die photometrischen Beobachtungen der Asteroiden benutzt die Abteilung ein optisches Teleskop mit 65 cm Durchmesser. Der Leiter der Abteilung ist Pavel Spurný.

### Abteilung für Sternphysik
Die Abteilung widmet sich vor allem dem Studium der sogenannten Heißsterne (Klasse Be), aber auch dem Studium der Sternatmosphären, der Dynamik des Sternwindes und der relativistischen Astrophysik. Zur Arbeit benutzt sie das größte Teleskop der Republik – ein Reflektor mit einem Spiegeldurchmesser von 2 m. Der Leiter der Abteilung ist Jiří Kubát.
Dieser Abteilung ist auch eine Gruppe für Astrophysik von hohen Energien unter der Leitung von René Hudec unterstellt. Die Gruppe studiert die Freisetzung der Röntgenstrahlung und Gammastrahlung aus dem Weltall, welches man zum Beispiel beim Ausbruch von Gammablitzen beobachten kann.

### Abteilung für Galaxien und Planetensysteme
Sie hat ihren Sitz in Prag und beschäftigt sich mit dem Einfluss des Sonnensystems auf die Erde und mit dem Studium der Sternentstehung in Galaxien. Der Leiter der Abteilung ist Jan Palouš.
Zu dieser Abteilung gehört auch die früher selbständige Gruppe für die Dynamik der künstlichen Satelliten, welche die Bewegungen der Satelliten studiert. Ihr Hauptprojekt ist ein Mikroakcelerometer mit dem Namen Macek für die Messung von Beschleunigungen, die keinen Schwerkraftursprung haben. Zum ersten Mal wurde das Instrument im Jahr 1996 mit dem Space Shuttle Atlantis (STS-79) zur Raumstation MIR gebracht. Nach dem kontrollierten Absturz der Raumstation im Jahr 2001 wurde ein neues Gerät im Jahr 2003 auf dem tschechischen Satelliten MIMOSA installiert und mit einer russischen Kosmos-Rakete vom Kosmodrom Plessezk aus in eine polare Umlaufbahn gebracht.

## Ausstattung
Das Hauptinstrument des Instituts ist seit 1967 ein 2-Meter-Cassegrain-Teleskop. Es wurde von Alfred Jensch beim damaligen VEB Carl Zeiss Jena entwickelt und gebaut. Wegen der Beobachtungsmöglichkeiten im Primär-, Cassegrain- und Coudé-Fokus wurde es als 2-m-PCC-Teleskop bezeichnet.

## Geschichte

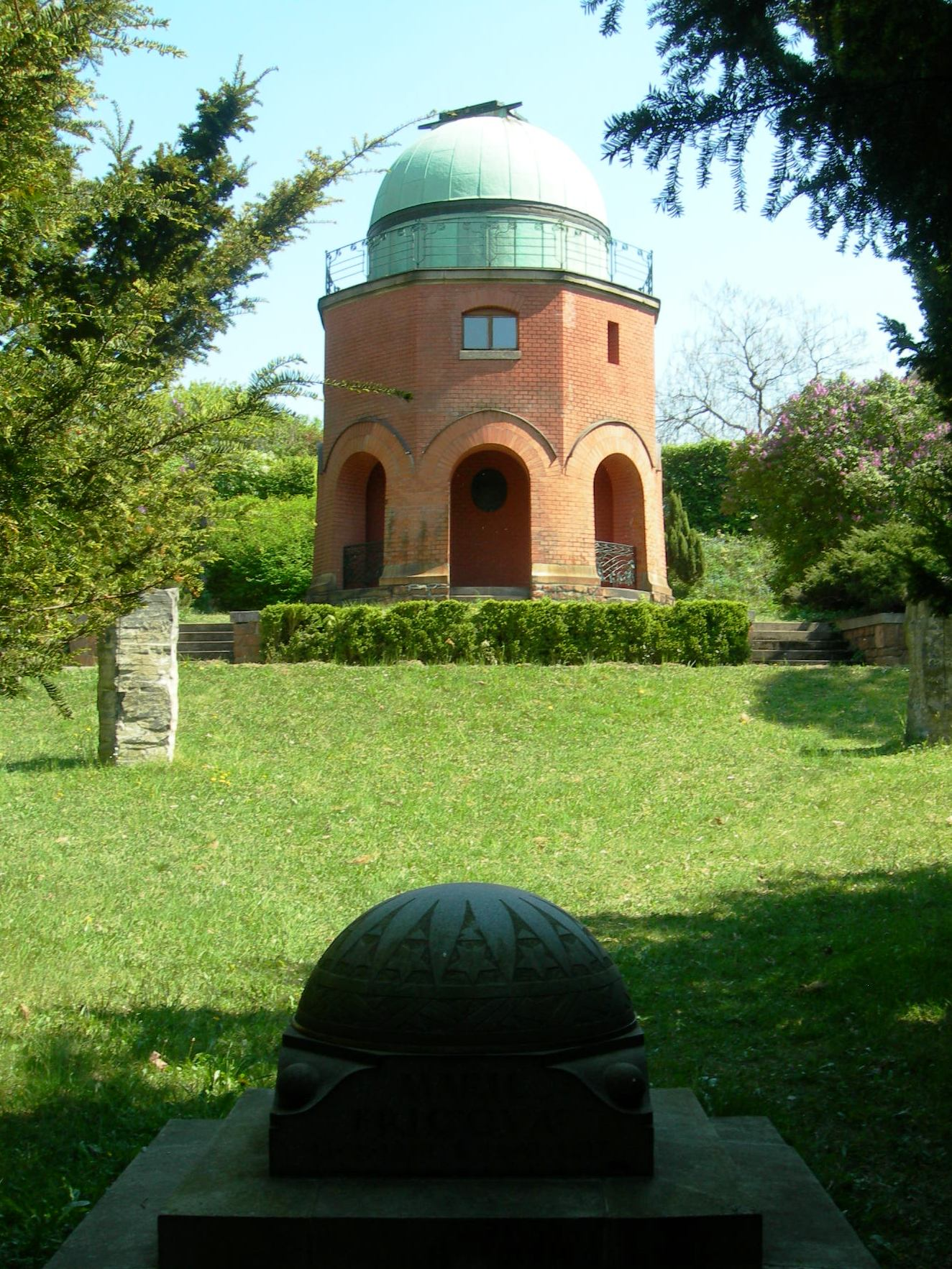
Die historische Kuppel der Sternwarte Ondřejov

Das astronomische Institut ist ein direkter Nachfolger der Sternwarte Klementin, die Anfang des 18. Jahrhunderts in der Altstadt von Prag von Jesuiten gegründet wurde. Das Institut selbst soll bereits im Jahr 1750 gegründet worden sein. Nach dem Ersten Weltkrieg wurde die Sternwarte zum staatlichen Eigentum. Dazwischen, im Jahr 1898, hatte der Industrielle und Hobbyastronom Jan Josef Frič ein Grundstück auf dem Berg Manda in Ondřejov u Prahy gekauft, auf dem er mit dem Bau einer Sternwarte begann und sie 1928 der tschechischen Regierung spendete. Bei der Gründung der Akademie der Wissenschaften der Tschechischen Republik im 1954 wurden diese beiden Sternwarten zu einem astronomischen Institut vereinigt. Der erste Direktor war Bohumil Šternberk. Die Sternwarte Ondřejov wurde danach immer wieder erweitert. Im Jahr 1967 wurden dort ein Teleskop mit einem Durchmesser von 2 m und Anfang der 1980er Jahre ein Gebäude des kosmischen Laboratoriums in Betrieb genommen. Heute dient das Gebäude als Sitz der Abteilungsleiter.